# Liste de papyrus du Nouveau Testament

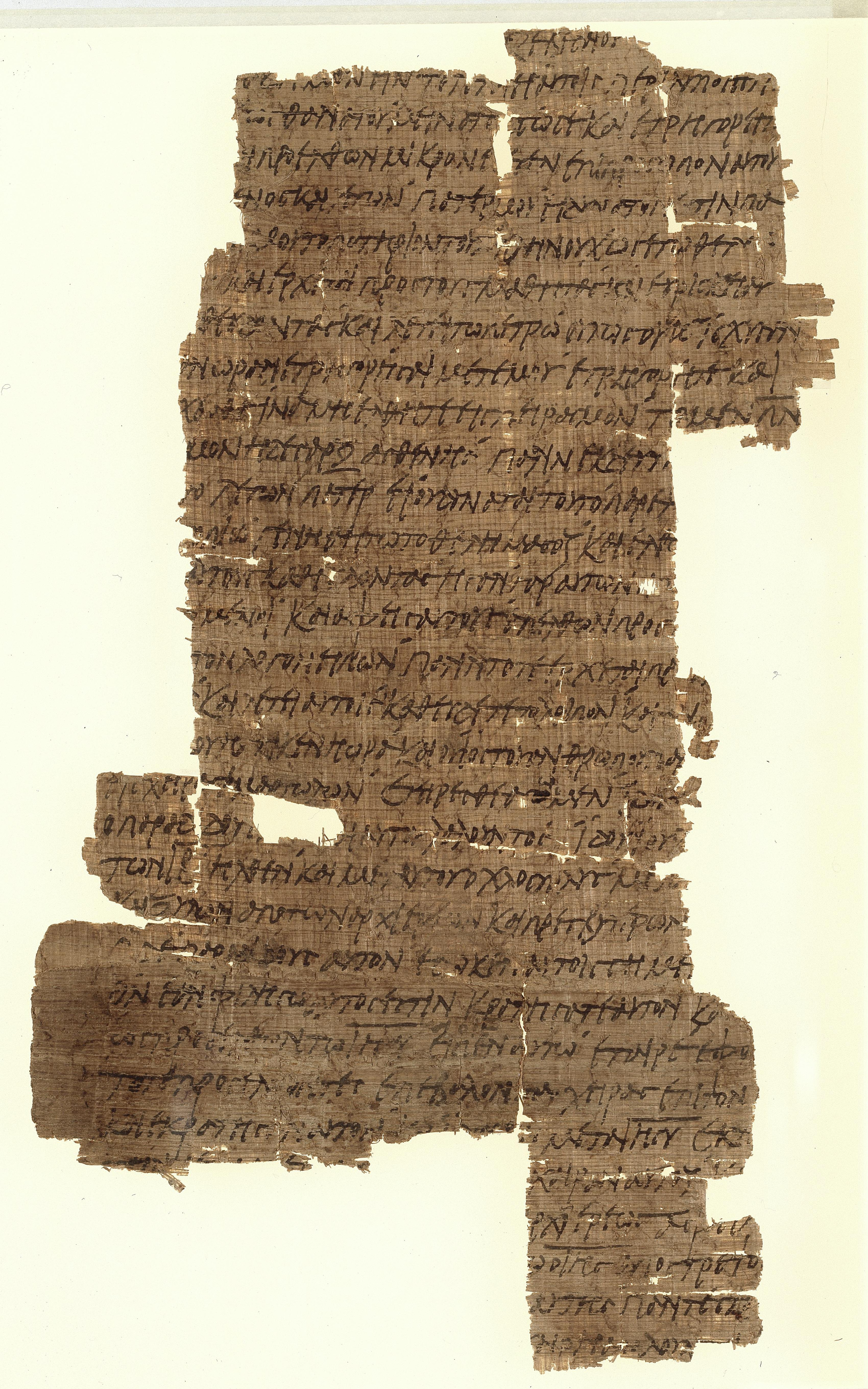
Verso du Papyrus 37.

Un papyrus du Nouveau Testament est une copie sur papyrus d'un morceau du Nouveau Testament.
Une centaine de tels papyrus sont actuellement connus. Ils sont considérés pour la plupart comme les plus anciens et les meilleurs témoignages du texte original du Nouveau Testament.

## Description
Ce classement spécifique parmi les manuscrits de la Bible remonte au XXe siècle : le regroupement a été conçu pour la première fois par Caspar René Gregory, qui a attribué à ces textes le préfixe {\displaystyle {\mathfrak {P}}} suivi d’un nombre en exposant. Avant 1900, seulement neuf manuscrits sur papyrus étaient connus, et un seul avait été cité dans un appareil critique ({\displaystyle {\mathfrak {P}}} 11 par Constantin von Tischendorf). Ces papyrus sont tous des fragments isolés, sauf pour {\displaystyle {\mathfrak {P}}}15, qui est constitué d'une feuille unique entière. Les découvertes du XXe siècle ont porté sur les plus anciens fragments manuscrits connus du Nouveau Testament. Des découvertes de manuscrits plus complets ont permis à des chercheurs d'examiner le caractère textuel de ces premiers manuscrits.
Certains de ces manuscrits sont davantage que des textes du Nouveau Testament : {\displaystyle {\mathfrak {P}}}59, {\displaystyle {\mathfrak {P}}}60, {\displaystyle {\mathfrak {P}}}63, {\displaystyle {\mathfrak {P}}}80 sont accompagnés de commentaires, {\displaystyle {\mathfrak {P}}}2, {\displaystyle {\mathfrak {P}}}3, et {\displaystyle {\mathfrak {P}}}44 sont des lectionnaires, {\displaystyle {\mathfrak {P}}}50, {\displaystyle {\mathfrak {P}}}55, {\displaystyle {\mathfrak {P}}}78 sont des talismans, {\displaystyle {\mathfrak {P}}}42; {\displaystyle {\mathfrak {P}}}10, {\displaystyle {\mathfrak {P}}}12, {\displaystyle {\mathfrak {P}}}42, {\displaystyle {\mathfrak {P}}}43, {\displaystyle {\mathfrak {P}}}62, {\displaystyle {\mathfrak {P}}}99 sont des textes divers comme des bribes de textes, des glossaires et des cantiques.
En 2012, le professeur Craig Evans annonçait qu'un fragment de l'Évangile selon Marc, datant de la fin du premier siècle, avait été découvert sur un masque de momie égyptienne ; il aurait constitué le plus ancien fragment du Nouveau Testament. Ce manuscrit, édité en 2018 sous le nom {\displaystyle {\mathfrak {P}}}137, est finalement daté de la période 150-250 ; il reste le plus vieux fragment de l'Évangile selon Marc connu à ce jour.

## Liste des papyrus du Nouveau Testament
- Les codes {\displaystyle {\mathfrak {P}}} suivis d'un numéro font référence au système standard de numérotation Gregory-Aland.
- Les dates sont estimées au pas de 50 ans.
- Le contenu est référencé selon le chapitre ; les versets ne sont pas répertoriés. De nombreux papyrus sont de petits fragments qui contiennent moins d'un chapitre. Par exemple {\displaystyle {\mathfrak {P}}}52 contient 8 des 40 versets du chapitre 18 de l'évangile de Jean.

| Les manuscrits surlignés en beige font partie des Papyrus d'Oxyrhynque        |
| Les manuscrits surlignés en cyan font partie des Papyrus Bodmer               |
| Les manuscrits surlignés en rose clair font partie des Papyrus Chester Beatty |

| Nom     | Date           | Contenu                                                                                             | Institution                                                     | Ref #                                | Ville,Pays                | Pays                |
| ------- | -------------- | --------------------------------------------------------------------------------------------------- | --------------------------------------------------------------- | ------------------------------------ | ------------------------- | ------------------- |
| 𝕻1      | IIIe siècle    | Évangile selon Matthieu 1                                                                           | Université de Pennsylvanie                                      | P. Oxy. 2; E 2746                    | Philadelphie Pennsylvanie | U.S.                |
| 𝕻2      | VIe siècle     | Évangile selon Jean 12                                                                              | Musée égyptien de Florence                                      | Inv. 7134                            | Florence                  | Italie              |
| 𝕻3      | 600            | Évangile selon Luc 7,10                                                                             | Bibliothèque nationale autrichienne                             | Pap. G. 2323                         | Vienne (Autriche)         | Autriche            |
| 𝕻4      | IIIe siècle    | Évangile selon Luc 1-6                                                                              | Bibliothèque nationale de France                                | Suppl. Gr. 1120                      | Paris                     | France              |
| 𝕻5      | IIIe siècle    | Évangile selon Jean 1,16,20                                                                         | British Library                                                 | P. Oxy. 208. 1781; Inv. 782. 2484    | Londres                   | Royaume-Uni         |
| 𝕻6      | IVe siècle     | Évangile selon Jean 10,11                                                                           | Bibliothèque nationale universitaire                            | Pap. copt. 379. 381. 382. 384        | Strasbourg                | France              |
| 𝕻7      | 300(?)         | Évangile selon Luc 4                                                                                | Bibliothèque nationale Vernadsky d'Ukraine                      | Petrov 553                           | Kiev                      | Ukraine             |
| 𝕻8      | IVe siècle     | Actes des Apôtres 4-6                                                                               | Musées d'État de Berlin                                         | Inv. 8683                            | Berlin                    | Allemagne           |
| 𝕻9      | IIIe siècle    | Évangile selon Jean 4                                                                               | Bibliothèque Houghton, Harvard                                  | P. Oxy. 402; Inv. 3736               | Cambridge Massachusetts   | U.S.                |
| 𝕻10     | IVe siècle     | Épître aux Romains 1                                                                                | Bibliothèque Houghton, Harvard                                  | P. Oxy. 209; Inv. 2218               | Cambridge Massachusetts   | U.S.                |
| 𝕻11     | VIe siècle     | Première épître aux Corinthiens 1-7                                                                 | Bibliothèque nationale russe                                    | Gr. 258A                             | Saint-Pétersbourg         | Russie              |
| 𝕻12     | IIIe siècle    | Épître aux Hébreux 1                                                                                | Bibliothèque et musée Morgan                                    | Pap. Gr. 3; P. Amherst 3b            | New York                  | U.S.                |
| 𝕻13     | IIIe siècle    | Épître aux Hébreux 2-5,10-12                                                                        | British Library Bibliothèque Laurentienne                       | P. Oxy. 657; Inv. 1532 v PSI 1292    | Londres Florence          | Royaume-Uni Italie  |
| 𝕻14     | Ve siècle      | Première épître aux Corinthiens 1-3                                                                 | Monastère Sainte-Catherine du Sinaï                             | 14                                   | Sinaï                     | Égypte              |
| 𝕻15     | IIIe siècle    | Première épître aux Corinthiens 7-8                                                                 | Musée égyptien                                                  | P. Oxy. 1008; JE 47423               | Le Caire                  | Égypte              |
| 𝕻16     | 300            | Épître aux Philippiens 3-4                                                                          | Musée égyptien                                                  | P. Oxy. 1009; JE 47424               | Le Caire                  | Égypte              |
| 𝕻17     | IVe siècle     | Épître aux Hébreux 9                                                                                | Bibliothèque de l'Université de Cambridge                       | P. Oxy. 1078; Add. 5893              | Cambridge                 | Royaume-Uni         |
| 𝕻18     | 300            | Apocalypse 1                                                                                        | British Library                                                 | P. Oxy. 1079; Inv. 2053v             | Londres                   | Royaume-Uni         |
| 𝕻19     | 400            | Évangile selon Matthieu 10-11                                                                       | Bodleian Library                                                | P. Oxy. 1170; Gr. bibl. d. 6 (P)     | Oxford                    | Royaume-Uni         |
| 𝕻20     | IIIe siècle    | Épître de Jacques 2-3                                                                               | Bibliothèque de l'université de Princeton                       | P. Oxy. 1171; AM 4117                | Princeton New Jersey      | U.S.                |
| 𝕻21     | 400            | Évangile selon Matthieu 12                                                                          | Muhlenberg College                                              | P. Oxy. 1227; Theol. Pap. 3          | Allentown Pennsylvanie    | U.S.                |
| 𝕻22     | IIIe siècle    | Évangile selon Jean 15-16                                                                           | Bibliothèque de l'université de Glasgow                         | P. Oxy. 1228; MS 2-X.I               | Glasgow                   | Royaume-Uni         |
| 𝕻23     | IIIe siècle    | Épître de Jacques 1                                                                                 | Université de l'Illinois                                        | P. Oxy. 1229; G. P. 1229             | Urbana (Illinois)         | U.S.                |
| 𝕻24     | IVe siècle     | Apocalypse 5-6                                                                                      | Franklin Trask Library Andover Newton Theological School        | P. Oxy. 1230; OP 1230                | Newton Massachusetts      | U.S.                |
| 𝕻25     | IVe siècle     | Évangile selon Matthieu 18-19                                                                       | Staatliche Museen zu Berlin                                     | Inv. 16388                           | Berlin                    | Allemagne           |
| 𝕻26     | 600            | Épître aux Romains 1                                                                                | (Joseph S) Bridwell Library Southern Methodist University       | P. Oxy. 1354                         | Dallas                    | U.S.                |
| 𝕻27     | IIIe siècle    | Épître aux Romains 8-9                                                                              | Cambridge University                                            | P. Oxy. 1355; Add. 7211              | Cambridge                 | Royaume-Uni         |
| 𝕻28     | IIIe siècle    | Évangile selon Jean 6                                                                               | Palestine Institute Museum Pacific School of Religion           | P. Oxy. 1596; Pap. 2                 | Berkeley Californie       | U.S.                |
| 𝕻29     | IIIe siècle    | Actes des Apôtres 26                                                                                | Bodleian Library                                                | P. Oxy. 1597; Gr. bibl. g. 4 (P)     | Oxford                    | Royaume-Uni         |
| 𝕻30     | IIIe siècle    | 1 Thessaloniciens 4-5; 2 Thessaloniciens 1                                                          | Bibliothèque de l'Université de Gand                            | P. Oxy. 1598; Inv. 61                | Gand                      | Belgique            |
| 𝕻31     | 650            | Épître aux Romains 12                                                                               | Bibliothèque de l'Université John Rylands                       | P. Ryl. 4; Gr. P. 4                  | Manchester                | Royaume-Uni         |
| 𝕻32     | 200            | Épître à Tite 1-2                                                                                   | Bibliothèque de l'Université John Rylands                       | P. Ryl. 5; G. P. 5                   | Manchester                | Royaume-Uni         |
| 𝕻33=𝕻58 | 550            | Actes des Apôtres 7,15                                                                              | Bibliothèque nationale autrichienne                             | Pap. G. 17973, 26133, 35831, 39783   | Vienne (Autriche)         | Autriche            |
| 𝕻34     | 650            | 1 Corinthiens 16; 2 Corinthiens 5,10-11                                                             | Bibliothèque nationale autrichienne                             | Pap. G. 39784                        | Vienne (Autriche)         | Autriche            |
| 𝕻35     | 350(?)         | Évangile selon Matthieu 25                                                                          | Bibliothèque Médicis                                            | PSI 1                                | Florence                  | Italie              |
| 𝕻36     | 550            | Évangile selon Jean 3                                                                               | Bibliothèque Laurentienne                                       | PSI 3                                | Florence                  | Italie              |
| 𝕻37     | 300            | Évangile selon Matthieu 26                                                                          | Université du Michigan                                          | P. Mich. 137; Inv. 1570              | Ann Arbor Michigan        | U.S.                |
| 𝕻38     | 300            | Actes des Apôtres 18-19                                                                             | Université du Michigan                                          | P. Mich. 138; Inv. 1571              | Ann Arbor Michigan        | U.S.                |
| 𝕻39     | 250            | Évangile selon Jean 8                                                                               | Bibliothèque Ambrose Swasey                                     | P. Oxy. 1780; Inv. 8864              | Rochester New York        | U.S.                |
| 𝕻40     | 250            | Épître aux Romains 1-4,6,9                                                                          | Institut de Papyrologie Université de Heidelberg                | P. Bad. 57; Inv. 45                  | Heidelberg                | Allemagne           |
| 𝕻41     | 750            | Actes des Apôtres 17-22                                                                             | Bibliothèque nationale autrichienne                             | Pap. K. 7541-48                      | Vienne (Autriche)         | Autriche            |
| 𝕻42     | 700            | Évangile selon Luc 1-2                                                                              | Bibliothèque nationale autrichienne                             | Pap. K. 8706                         | Vienne (Autriche)         | Autriche            |
| 𝕻43     | 600            | Apocalypse 2,15-16                                                                                  | British Library                                                 | Inv. 2241                            | Londres                   | Royaume-Uni         |
| 𝕻44a    | 600            | Évangile selon Jean 10                                                                              | Metropolitan Museum of Art                                      | Inv. 14. 1. 527, 1 fol               | New York                  | U.S.                |
| 𝕻44b    | 600            | Matthieu 17-18,25; Jean 9,12                                                                        | Metropolitan Museum of Art                                      | Inv. 14. 1. 527                      | New York                  | U.S.                |
| 𝕻45     | 250            | Matthieu 20-21,25-26; Marc 4-9,11-12; Luc 6-7,9-14; Jean 4-5,10-11; Actes 4-17                      | Bibliothèque Chester Beatty Bibliothèque nationale autrichienne | Papyrus Chester Beatty Pap. g. 31974 | Dublin Vienne (Autriche)  | Irlande Autriche    |
| 𝕻46     | 200            | Rom. 5-6,8-16; 1 Cor.; 2 Cor.; Gal.; Éph.; Phil.; Col.; 1 Thess.; Hébr.                             | Bibliothèque Chester Beatty Université du Michigan              | Papyrus Chester Beatty II Inv. 6238  | Dublin Ann Arbor Michigan | Irlande U.S.        |
| 𝕻47     | 250            | Apocalypse 9-17                                                                                     | Bibliothèque Chester Beatty                                     | P. Chest. B. III                     | Dublin                    | Irlande             |
| 𝕻48     | 250            | Actes des Apôtres 23                                                                                | Bibliothèque Medici                                             | PSI 1165                             | Florence                  | Italie              |
| 𝕻49     | 250            | Épître aux Éphésiens 4-5                                                                            | Bibliothèque de l'Université Yale                               | P. 415                               | New Haven Connecticut     | U.S.                |
| 𝕻50     | 400            | Actes des Apôtres 8,10                                                                              | Bibliothèque de l'Université Yale                               | P. 1543                              | New Haven Connecticut     | U.S.                |
| 𝕻51     | 400            | Épître aux Galates 1                                                                                | Ashmolean Museum                                                | P. Oxy. 2157                         | Oxford                    | Royaume-Uni         |
| 𝕻52     | 150            | Évangile selon Jean 18                                                                              | Bibliothèque de l'université John Rylands                       | Gr. P. 457                           | Manchester                | Royaume-Uni         |
| 𝕻53     | 250            | Matthieu 26; Actes 9-10                                                                             | Université du Michigan                                          | Inv. 6652                            | Ann Arbor Michigan        | U.S.                |
| 𝕻54     | 500            | Épître de Jacques 2-3                                                                               | Princeton University Library                                    | P. Princ. 15; Garrett Depots 7742    | Princeton New Jersey      | U.S.                |
| 𝕻55     | 600            | Évangile selon Jean 1                                                                               | Bibliothèque nationale autrichienne                             | Pap. G. 26214                        | Vienne (Autriche)         | Autriche            |
| 𝕻56     | 500            | Actes des Apôtres 1                                                                                 | Bibliothèque nationale autrichienne                             | Pap. G. 19918                        | Vienne (Autriche)         | Autriche            |
| 𝕻57     | 400            | Actes des Apôtres 4-5                                                                               | Bibliothèque nationale autrichienne                             | Pap. G. 26020                        | Vienne (Autriche)         | Autriche            |
| 𝕻58=𝕻33 | 550            | Actes des Apôtres 7,15                                                                              | Bibliothèque nationale autrichienne                             | Pap. G. 17973, 26133, 35831, 39783   | Vienne (Autriche)         | Autriche            |
| 𝕻59     | 650            | Évangile selon Jean 1-2,11-12,17-18,21                                                              | Pierpont Morgan Library                                         | P. Colt 3                            | New York                  | U.S.                |
| 𝕻60     | 650            | Évangile selon Jean 16-19                                                                           | Pierpont Morgan Library                                         | P. Colt 4                            | New York                  | U.S.                |
| 𝕻61     | 700            | Romains 16; 1 Corinthiens 1,5; Philippiens 3; Colossiens 1,4; 1 Thessaloniciens 1; Tite 3; Philémon | Pierpont Morgan Library                                         | P. Colt 5                            | New York                  | U.S.                |
| 𝕻62     | 350            | Évangile selon Matthieu 11                                                                          | Bibliothèque de l'université d'Oslo                             | Inv. 1661                            | Oslo                      | Norvège             |
| 𝕻63     | 500            | Évangile selon Jean 3-4                                                                             | Staatliche Museen zu Berlin                                     | Inv. 11914                           | Berlin                    | Allemagne           |
| 𝕻64     | 200            | Évangile selon Matthieu 3,5,26                                                                      | Magdalen College (Oxford) Fondation de Saint Luc Évangéliste    | Gr. 18 Inv. I                        | Oxford Barcelone          | Royaume-Uni Espagne |
| 𝕻65     | 250            | Première épître aux Thessaloniciens 1-2                                                             | Girolamo Vitelli Papyrological Institute                        | PSI 1373                             | Florence                  | Italie              |
| 𝕻66     | 200            | Évangile selon Jean                                                                                 | Bibliothèque Bodmer                                             | Papyrus Bodmer II                    | Cologny, Geneva           | Suisse              |
| 𝕻67     | 200            | Évangile selon Matthieu 3,5,26                                                                      | Magdalen College (Oxford) Fondation de Saint Luc Évangéliste    | Gr. 18 Inv. I                        | Oxford Barcelone          | Royaume-Uni Espagne |
| 𝕻68     | 650(?)         | Première épître aux Corinthiens 4-5                                                                 | Bibliothèque nationale russe                                    | Gr. 258B                             | Saint-Pétersbourg         | Russie              |
| 𝕻69     | 250            | Évangile selon Luc 22                                                                               | Ashmolean Museum                                                | P. Oxy. 2383                         | Oxford                    | Royaume-Uni         |
| 𝕻70     | 250            | Évangile selon Matthieu 2-3,11-12,24                                                                | Ashmolean Museum Institut papyrologique Girolamo Vitelli        | P. Oxy. 2384 CNR 419, 420            | Oxford Florence           | Royaume-Uni Italie  |
| 𝕻71     | 350            | Évangile selon Matthieu 19                                                                          | Ashmolean Museum                                                | P. Oxy. 2385                         | Oxford                    | Royaume-Uni         |
| 𝕻72     | 300            | 1 Pierre; 2 Pierre; Jude                                                                            | Bibliothèque Bodmer                                             | Papyrus Bodmer VII, VIII             | Cologny, Genève           | Suisse              |
| 𝕻73     | 650            | Évangile selon Matthieu 25-26                                                                       | Bibliothèque Bodmer                                             | Papyrus Bodmer L                     | Cologny, Geneva           | Suisse              |
| 𝕻74     | 650            | Actes; Jacques; 1 Pierre 1-3; 2 Pierre 2-3; 1 Jean; 2 Jean; 3 Jean                                  | Bibliothèque Bodmer                                             | Papyrus Bodmer XVII                  | Cologny, Genève           | Suisse              |
| 𝕻75     | 175-225        | Luc 3-18,22-24; Jean 1-15                                                                           | Bibliothèque apostolique vaticane                               | Papyrus Bodmer XIV, XV               | Cité du Vatican           | Vatican             |
| 𝕻76     | 550            | Évangile selon Jean 4                                                                               | Bibliothèque nationale autrichienne                             | Pap. G. 36102                        | Vienne (Autriche)         | Autriche            |
| 𝕻77     | 200            | Évangile selon Matthieu 23                                                                          | Ashmolean Museum                                                | P. Oxy. 2683                         | Oxford                    | Royaume-Uni         |
| 𝕻78     | 300            | Épître de Jude                                                                                      | Ashmolean Museum                                                | P. Oxy. 2684                         | Oxford                    | Royaume-Uni         |
| 𝕻79     | 650            | Épître aux Hébreux 10                                                                               | Musées d'État de Berlin                                         | Inv. 6774                            | Berlin                    | Allemagne           |
| 𝕻80     | 250            | Évangile selon Jean 3                                                                               | Fondation de Saint Luc Évangéliste                              | Inv. 83                              | Barcelone                 | Espagne             |
| 𝕻81     | 350            | Première épître de Pierre 2-3                                                                       | Professor Sergio Daris, Université de Trieste                   | Inv. 20                              | Trieste                   | Italie              |
| 𝕻82     | 400            | Évangile selon Luc 7                                                                                | Bibliothèque nationale universitaire de Strasbourg              | Gr. 2677                             | Strasbourg                | France              |
| 𝕻83     | 550            | Évangile selon Matthieu 20,23-24                                                                    | Bibliothèque de l'Université catholique de Louvain              | P. A. M. Kh. Mird 16, 29             | Louvain                   | Belgique            |
| 𝕻84     | 550            | Marc 2,6; Jean 5,17                                                                                 | Bibliothèque de l'Université catholique de Louvain (KUL)        | P. A. M. Kh. Mird 4, 11              | Louvain                   | Belgique            |
| 𝕻85     | 400            | Apocalypse 9-10                                                                                     | Bibliothèque nationale universitaire                            | Gr. 1028                             | Strasbourg                | France              |
| 𝕻86     | 350            | Évangile selon Matthieu 5                                                                           | Institut für Altertumskunde Université de Cologne               | Theol. 5516                          | Cologne                   | Allemagne           |
| 𝕻87     | 250            | Épître à Philémon                                                                                   | Institut für Altertumskunde Université de Cologne               | Theol. 12                            | Cologne                   | Allemagne           |
| 𝕻88     | 350            | Évangile selon Marc 2                                                                               | Université catholique du Sacré-Cœur                             | Inv. 69.24                           | Milan                     | Italie              |
| 𝕻89     | 350            | Épître aux Hébreux 6                                                                                | Medici Library                                                  | PL III/292                           | Florence                  | Italie              |
| 𝕻90     | fin IIe siècle | Évangile selon Jean 18-19                                                                           | Ashmolean Museum                                                | P. Oxy. 3523; 65 6 B. 32/M (3-5)a    | Oxford                    | Royaume-Uni         |
| 𝕻91     | 250            | Actes des Apôtres 2-3                                                                               | Université Macquarie                                            | inv. 360                             | Sydney                    | Australie           |
| 𝕻92     | 300            | Épître aux Éphésiens 1; 2 Thessaloniciens 1                                                         | Musée égyptien                                                  | PNarmuthis 69.39a/229a               | Le Caire                  | Égypte              |
| 𝕻93     | 450            | Évangile selon Jean 13                                                                              | Institut papyrologique Girolamo Vitelli                         | PSI 108                              | Florence                  | Italie              |
| 𝕻94     | 500            | Épître aux Romains 6                                                                                | Musée égyptien                                                  | P. Cair. 10730                       | Le Caire                  | Égypte              |
| 𝕻95     | 250            | Évangile selon Jean 5                                                                               | Bibliothèque Medicis                                            | PL II/31                             | Florence                  | Italie              |
| 𝕻96     | 550            | Évangile selon Matthieu 3                                                                           | Bibliothèque nationale autrichienne                             | Pap. K 7244                          | Vienne (Autriche)         | Autriche            |
| 𝕻97     | 600            | Luc 14                                                                                              | Bibliothèque Chester Beatty                                     | p. Chester B. XVII                   | Dublin                    | Irlande             |
| 𝕻98     | 150(?)         | Apocalypse 1                                                                                        | Institut français d'archéologie orientale                       | P. IFAO inv. 237b                    | Le Caire                  | Égypte              |
| 𝕻99     | 400            | Glossaires, mots et phrases de : Romains, 2 Corinthiens, Galates et Éphésiens.                      | Bibliothèque Chester Beatty                                     | P. Chester B. Ac. 1499, fol 11-14    | Dublin                    | Irlande             |
| 𝕻100    | 300            | Épître de Jacques 3-5                                                                               | Ashmolean Museum                                                | P. Oxy. 4449                         | Oxford                    | Royaume-Uni         |
| 𝕻101    | 250            | Évangile selon Matthieu 3-4                                                                         | Ashmolean Museum                                                | P. Oxy. 4401                         | Oxford                    | Royaume-Uni         |
| 𝕻102    | 300            | Évangile selon Matthieu 4                                                                           | Ashmolean Museum                                                | P. Oxy. 4402                         | Oxford                    | Royaume-Uni         |
| 𝕻103    | 200            | Évangile selon Matthieu 13-14                                                                       | Ashmolean Museum                                                | P. Oxy. 4403                         | Oxford                    | Royaume-Uni         |
| 𝕻104    | 150            | Évangile selon Matthieu 21                                                                          | Ashmolean Museum                                                | P. Oxy. 4404                         | Oxford                    | Royaume-Uni         |
| 𝕻105    | 500            | Évangile selon Matthieu 27-28                                                                       | Ashmolean Museum                                                | P. Oxy. 4406                         | Oxford                    | Royaume-Uni         |
| 𝕻106    | 250            | Évangile selon Jean 1                                                                               | Ashmolean Museum                                                | P. Oxy. 4445                         | Oxford                    | Royaume-Uni         |
| 𝕻107    | 250            | Évangile selon Jean 17                                                                              | Ashmolean Museum                                                | P. Oxy. 4446                         | Oxford                    | Royaume-Uni         |
| 𝕻108    | 250            | Évangile selon Jean 17/18                                                                           | Ashmolean Museum                                                | P. Oxy. 4447                         | Oxford                    | Royaume-Uni         |
| 𝕻109    | 250            | Évangile selon Jean 21                                                                              | Ashmolean Museum                                                | P. Oxy. 4448                         | Oxford                    | Royaume-Uni         |
| 𝕻110    | 300            | Épître de Jacques 3/4                                                                               | Ashmolean Museum                                                | P. Oxy. 4449                         | Oxford                    | Royaume-Uni         |
| 𝕻111    | 250            | Évangile selon Luc 17                                                                               | Ashmolean Museum                                                | P. Oxy. 4495                         | Oxford                    | Royaume-Uni         |
| 𝕻112    | 450            | Actes des Apôtres 26-27                                                                             | Ashmolean Museum                                                | P. Oxy. 4496                         | Oxford                    | Royaume-Uni         |
| 𝕻113    | 250            | Épître aux Romains 2                                                                                | Ashmolean Museum                                                | P. Oxy. 4497                         | Oxford                    | Royaume-Uni         |
| 𝕻114    | 250            | Épître aux Hébreux 1                                                                                | Ashmolean Museum                                                | P. Oxy. 4498                         | Oxford                    | Royaume-Uni         |
| 𝕻115    | 300            | Apocalypse 2-3,5-6,8-15                                                                             | Ashmolean Museum                                                | P. Oxy. 4499                         | Oxford                    | Royaume-Uni         |
| 𝕻116    | 600            | Épître aux Hébreux 2-3                                                                              | Bibliothèque nationale autrichienne                             | P. Vindob. G 42417                   | Vienne (Autriche)         | Autriche            |
| 𝕻117    | 400            | Deuxième épître aux Corinthiens 7                                                                   | State Museum                                                    | Inv. 1002                            | Hambourg                  | Allemagne           |
| 𝕻118    | 250            | Épître aux Romains 15-16                                                                            | Institut für Altertumskunde Université de Cologne               | Inv. 10311                           | Cologne                   | Allemagne           |
| 𝕻119    | 250            | Évangile selon Jean 1                                                                               | Ashmolean Museum                                                | P. Oxy. 4803                         | Oxford                    | Royaume-Uni         |
| 𝕻120    | 350            | Évangile selon Jean 1                                                                               | Ashmolean Museum                                                | P. Oxy. 4804                         | Oxford                    | Royaume-Uni         |
| 𝕻121    | 250            | Évangile selon Jean 19                                                                              | Ashmolean Museum                                                | P. Oxy. 4805                         | Oxford                    | Royaume-Uni         |
| 𝕻122    | 400            | Évangile selon Jean 21                                                                              | Ashmolean Museum                                                | P. Oxy. 4806                         | Oxford                    | Royaume-Uni         |
| 𝕻123    | 350            | Première épître aux Corinthiens 14-15                                                               | Ashmolean Museum                                                | P. Oxy. 4844                         | Oxford                    | Royaume-Uni         |
| 𝕻124    | 550            | Deuxième épître aux Corinthiens 11                                                                  | Ashmolean Museum                                                | P. Oxy. 4845                         | Oxford                    | Royaume-Uni         |
| 𝕻125    | 300            | 1 Pierre 1,23-2,5; 2,7-12                                                                           | Ashmolean Museum                                                | P. Oxy. 4934                         | Oxford                    | Royaume-Uni         |
| 𝕻126    | 350            | Hébreux 13,12-13.19-20                                                                              | Istituto Papirologico „G. Vitelli"                              | PSI inv. 1479                        | Florence                  | Italie              |
| 𝕻127    | 350            | Actes 10-17 †                                                                                       | Ashmolean Museum                                                | P. Oxy. 4968                         | Oxford                    | Royaume-Uni         |

## Ventilation selon le contenu
| Livre du Nouveau Testament | Total | Anciens | Livre du Nouveau Testament | Total | Anciens |
| Matthieu                   | 23    | 11      | 1 Timothée                 | 0     | 0       |
| Marc                       | 3     | 1       | 2 Timothée                 | 0     | 0       |
| Luc                        | 10    | 6       | Tite                       | 2     | 1       |
| Jean                       | 30    | 19      | Philemon                   | 2     | 1       |
| Actes                      | 14    | 7       | Hebreux                    | 8     | 4       |
| Romains                    | 10    | 5       | Jacques                    | 6     | 4       |
| 1 Corinthiens              | 8     | 3       | 1 Pierre                   | 3     | 1       |
| 2 Corinthiens              | 4     | 2       | 2 Pierre                   | 2     | 1       |
| Galates                    | 2     | 1       | 1 Jean                     | 2     | 1       |
| Éphésiens                  | 3     | 3       | 2 Jean                     | 1     | 0       |
| Philippiens                | 3     | 2       | 3 Jean                     | 1     | 0       |
| Colossiens                 | 2     | 1       | Jude                       | 3     | 2       |
| 1 Thessaloniciens          | 4     | 3       | Apocalypse                 | 7     | 4       |
| 2 Thessaloniciens          | 2     | 2       |                            |       |         |

Note : Les « anciens » manuscrits sont ceux du IVe siècle ou antérieurs, soit près de la moitié du total. Certains concernent plus d'un livre du Nouveau Testament ; c'est pourquoi les totaux ne correspondent pas au nombre total de manuscrits.

## Source
- (en) Cet article est partiellement ou en totalité issu de l’article de Wikipédia en anglais intitulé « List of New Testament papyri » (voir la liste des auteurs).